# Isole Aran
Le isole Aran (Oileáin Árann in irlandese, Aran Islands in inglese) sono un gruppo di tre isole situato all'imbocco della baia di Galway, nella Repubblica d'Irlanda. Sebbene siano più vicine e simili come paesaggio al Clare, amministrativamente fanno parte  della contea di Galway.
In ordine di grandezza o, se si preferisce, da ovest verso est sono:
- Inis Mór o Aran (Árainn)
- Inis Meáin
- Inis Oírr

## Geografia e geologia

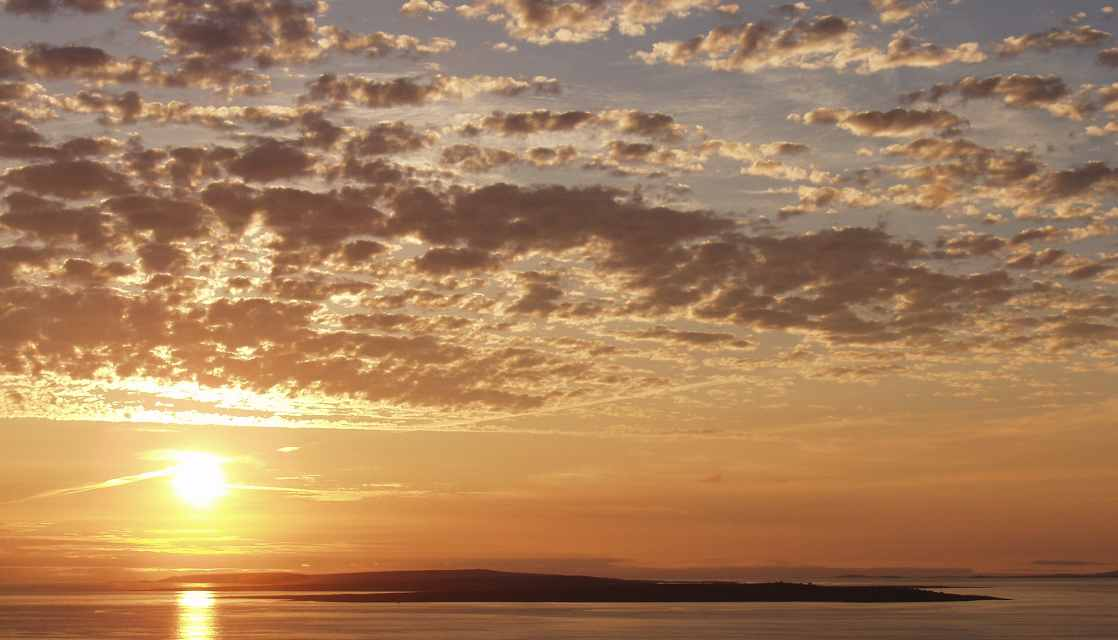
Panorama al tramonto.

L'isola principale è Inis Mór con una popolazione di 831 persone. Il porto Cill Rónáin è l'abitato principale dell'isola (270 abitanti). La seconda in termini di grandezza è Inis Meáin che è la meno popolata delle tre (187 abitanti) e la più piccola e più orientale è Inis Oírr (anche Inis Oirtheach) con 262 abitanti.
Le isole sono formate quasi interamente da materiale calcareo, molto affine a quello del Burren, situato sulla terraferma irlandese poco più a sud, che non alle formazioni granitiche del più vicino Connemara: evidentissima questa conformazione geologica nella parte di Inishmore chiamata Wormhole, una scogliera calcarea a picco sul mare.
Su Inis Mór si trovano diverse fortificazioni risalenti all'età del ferro fra le quali spiccano Dún Aengus (Dún Aonghasa) e Dún Dúchathair.
Celebri delle tre isole, specialmente la maggiore, sono gli Aran sweaters, maglioni di lana con motivi che variano a seconda delle famiglie del posto. Secondo la tradizione ogni famiglia usava un suo proprio motivo diverso dalle altre di modo che se un pescatore fosse perito in mare sarebbe stato possibile riconoscerlo dal maglione che indossava.
Le isole sono raggiungibili in traghetto da Doolin, presso le Cliffs of Moher, nel Clare, oppure da Ros a' Mhíl, nella Contea di Galway.
Il modo più emozionante di raggiungere le isole è per via aerea, a bordo di uno dei piccoli BN2A Islander della compagnia Aer Arann. L'aeroporto sulla terraferma è il Connemara Airport, in località Indreabhán a poca distanza da Galway. Il volo dura circa 10 minuti (costo circa 40 Euro a/r nel 2007).
Una volta nelle isole, il mezzo di trasporto migliore per godere appieno delle bellezze del luogo è un lento giro in bicicletta

## Cultura ed economia

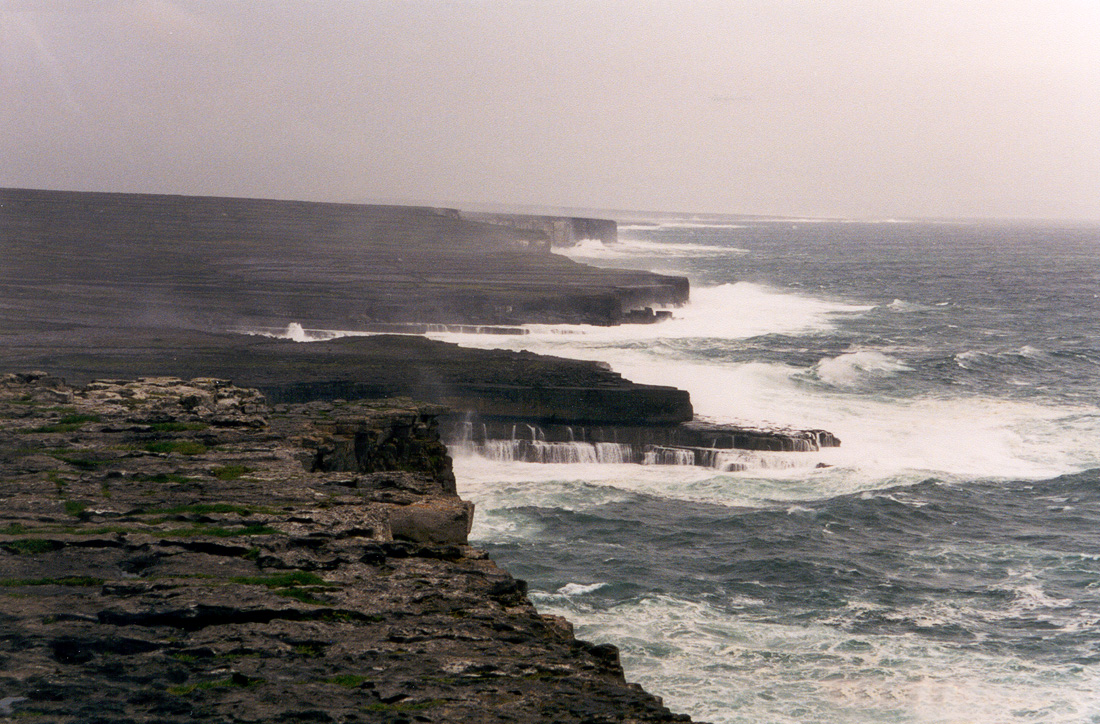
Inis Mór: la costa calcarea e frastagliata meridionale dell'isola maggiore spazzata dal vento e dall'Atlantico

Le tre isole sono sempre state una roccaforte della lingua irlandese, ancora oggi parlata correntemente, e sono quindi un'importantissima oasi Gaeltacht. Raggiunte dalla corrente elettrica e da servizi mediatici solo molto recentemente, stanno un po' perdendo questa loro fortissima tradizione, sia per i servizi televisivi di alcuni canali che trasmettono esclusivamente in inglese, sia per la tendenza delle nuove generazioni a raggiungere la terraferma e ad abbandonare il luogo di nascita.
La popolazione delle Aran ha un comportamento ambiguo con i visitatori: generalmente tendono a parlare con essi, ma sempre con un certo spirito conservativo della loro fortissima cultura, divenendo improvvisamente distaccati in alcune occasioni. Quest'ultimo comportamento è determinato anche dal fatto che le isole sono abbastanza piccole, e questo fa sì che gli abitanti si conoscano molto bene tra loro, e considerino spesso gli estranei come degli intrusi nella loro normale vita sociale.
Le principali attività economiche sono la pesca e il turismo, cui si aggiungono forme abbastanza primitive di agricoltura e allevamento del bestiame. Fatto abbastanza particolare, la presenza di terreni oggi coltivabili o adibiti a prato grazie ad un estenuante lavoro fatto nei secoli dagli abitanti delle isole, che rimossero parti pietrose dell'isola a mano o coltivarono le fessure delle rocce calcaree, fertilizzando il terreno con alghe marine e altri tipi di particolare flora oceanica.

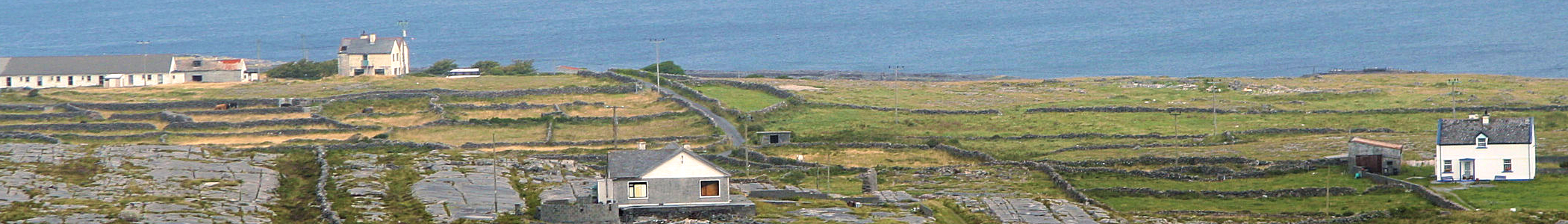
Isole Aran all'interno

## I maglioni e icurragh
Sulle Aran si producono maglioni che nell'arco del XX secolo hanno accresciuto notevolmente la loro fama anche a livello mondiale.
Fatti con della lana abbastanza grezza, si caratterizzano per i disegni formati da vari stili (circa 5-6) che percorrono il maglione in maniera verticale, comprendendo spesso anche le maniche.
I curragh, particolari piccole imbarcazioni tipiche dell'Irlanda occidentale, sono presenti con molte particolarità del luogo: vengono costruiti con un'impalcatura molto leggera e ricoperti di materiale bituminoso. Affidabilissimi nel maltempo tipico che affligge le zone, sono comunque assolutamente poco resistenti agli urti e talmente leggeri che i pescatori delle Aran non possono indossarvi scarpe, ma solo particolari calzature fatte con materiale di capra, chiamate pampooties.